# Octarrhena exigua
Octarrhena exigua är en orkidéart som beskrevs av Rudolf Schlechter. Octarrhena exigua ingår i släktet Octarrhena och familjen orkidéer. Inga underarter finns listade i Catalogue of Life.